# Hakan Söyler
Hakan Söyler (* 6. April 1983 in Ankara) ist ein türkischer Fußballspieler.

## Karriere

### Verein
Söyler begann mit dem Vereinsfußball in der Jugendabteilung von Petrol Ofisi SK. Hier wurde er 1999 von den Scouts von Gençlerbirliği Ankaras gesichtet und anschließend in die Jugend der Hauptstädter geholt. In der Spielzeit 2000/01 wurde er vom Trainer der Profimannschaft, Samet Aybaba, auch am Training der Profimannschaft beteiligt und in einigen Pflichtspielen in den Mannschaftskader aufgenommen. Schließlich gab er am 13. Dezember 2000 in der Pokalpartie gegen Çaykur Rizespor sein Debüt im Profifußball. Für Tage später gab er dann in der Erstligapartie gegen Antalyaspor auch sein Ligadebüt. Am Saisonende gehörte er zu jenem Kader, der den Türkischen Pokalsieg der Saison 2000/01 holen konnte. Zur Saison 2001/02 erhielt er schließlich einen Profivertrag, wurde aber nach dem Vorbereitungscamp für die anstehende Saison überwiegend in der Reservemannschaft eingesetzt. In der Winterpause gab man ihn an den Viertligisten Gençlerbirliği OFTAŞ, den Zweitverein von Gençlerbirliği Ankara, ab. Hier spielte er zwei Spielzeiten lang und wurde in dieser Zeit regelmäßig eingesetzt.
Zur Saison 2007/08 wechselte er zum Drittligisten Aydınspor und kam hier auf Anhieb in die Stammformation. Nachdem er hier eineinhalb Jahre gespielt hatte, kam der Klub in finanzielle Schwierigkeiten und stellte einige Spieler zum Verkauf frei. So wechselte Söyler in der Winterpause 2004/05 zum Süper-Lig-Klub Malatyaspor und spielte für diesen die nachfolgenden viereinhalb Spielzeiten nahezu durchgängig als Stammspieler.
Im Winter 2008 wechselte er zum Ligakonkurrenten Kardemir Karabükspor. Hier wurde er auf Anhieb Stammspieler und mit seinem Verein in der Saison 2009/10 Meister der TFF 1. Lig. Auch nach dem Aufstieg blieb er eine Spielzeit lang ein wichtiger Teil der Mannschaft. Anschließend wurde er zwei Jahre lang als Ergänzungsspieler immer wieder eingesetzt. Zur Saison 2013/14 wechselte er schließlich innerhalb der Süper Lig zu Sanica Boru Elazığspor.
Im Sommer 2014 wechselte Söyler zum Zweitligisten Adana Demirspor und verließ diesen nach einer Spielzeit Richtung Drittligisten Hatayspor.

### Nationalmannschaft
Söyler begann seine Nationalmannschaft 1999 mit einem Einsatz für die türkische U-17-Nationalmannschaft und durchlief bis zur türkische U-19-Nationalmannschaft alle Jugendnationalmannschaften seines Landes.

## Erfolge
Mit Gençlerbirliği Ankara
- Türkischer Pokalsieger: 2000/01

Mit Kardemir Karabükspor
- Meister der TFF 1. Lig und Aufstieg in die Süper Lig: 2009/10